# قاعدة بيانات المؤلفين الأوروغوانيين
قاعدة بيانات المؤلفين الأوروغوانيين هو موقع ويب من نوع ضبط استنادي وقاعدة بيانات على النت ومكتبة رقمية أنشئ في 19 أغسطس 2014، يقع مقره الرئيسي في الأوروغواي، وهو متوفر باللغة الإسبانية.

## وصلات خارجية
- الموقع الرسمي